# 베타 함수
해석학에서 베타 함수(Β函數, 영어: beta function)는 감마 함수의 비로 나타내어지는 2변수 특수 함수이다. 이항계수의 해석적 연속으로 생각할 수 있다.

## 정의
베타 함수 {\displaystyle \operatorname {B} (x,y)}는 다음과 같다.
{\displaystyle \operatorname {B} (x,y)=\int _{0}^{1}t^{x-1}(1-t)^{y-1}\,dt}
이때 x와 y는 실수부가 0보다 큰 복소수이다. 감마 함수와 함께 오일러 적분(Euler integral)으로 부르기도 한다.
감마 함수가 계승 (수학)을 일반화한 것으로 생각할 수 있는 것처럼, 베타함수는 이항계수의 일반화로 생각할 수 있다.
{\displaystyle {\binom {n}{k}}={\frac {1}{(n+1)\operatorname {B} (n-k+1,k+1)}}}

## 성질
- 대칭성이 있다. 즉, {\displaystyle \mathrm {\mathrm {B} } (x,y)=\mathrm {\mathrm {B} } (y,x)}가 성립한다.
- {\displaystyle \operatorname {B} (x,y)={\frac {\Gamma (x)\,\Gamma (y)}{\Gamma (x+y)}}}, 여기에서 {\displaystyle \Gamma (x)}는 감마 함수.
- {\displaystyle \operatorname {B} (x,y)=2\int _{0}^{\pi /2}\sin ^{2x-1}\theta \cos ^{2y-1}\theta \,d\theta ,\qquad \Re (x)>0,\ \Re (y)>0}
- {\displaystyle \operatorname {B} (x,y)=\int _{0}^{\infty }{\frac {t^{x-1}}{(1+t)^{x+y}}}\,dt,\qquad \Re (x)>0,\ \Re (y)>0}
- {\displaystyle \operatorname {B} (x,y)={\frac {1}{y}}\sum _{n=0}^{\infty }(-1)^{n}{\frac {(y)_{n+1}}{n!(x+n)}}}, 여기에서 {\displaystyle (x)_{n}=x(x-1)(x-2)...(x-n+1)}.

## 응용
끈이론의 탄생에 큰 기여를 했다. 베타함수는 강력을 기술하는 방정식으로 사용되기도 한다.

## 같이 보기
- 가우스 상수